# Videoclip dei Beatles
Il seguente è l'elenco dei videoclip della band inglese The Beatles.

## Videoclip originali

### We Can Work It Out/Day Tripper
Il primo videoclip dei Beatles, preparato per il singolo We Can Work It Out/Day Tripper, venne trasmesso ben 10 volte prima della pubblicazione del singolo (condivisa con l'LP Rubber Soul). Mostra semplicemente i Beatles che suonano in playback le canzoni, con un missaggio diverso da quello in seguito apparso sul singolo.

### Paperback Writer/Rain
Sfruttato per promuovere il singolo Paperback Writer/Rain, è stato girato nel parco botanico di  Chiswick House. Mostra Lennon, McCartney e Harrison suonare i loro strumenti, mentre Ringo è appoggiato ad un monumento o seduto a terra.

### Strawberry Fields Forever/Penny Lane
Diretti dallo svedese Peter Goldman, il videoclip per la prima canzone presenta un video psichedelico, con sequenze rallentate, tagli e cambi di sequenza, ed è stato considerato da MoMA come uno dei più influenti del periodo; il secondo presenta i Beatles che camminano per la zona orientale di Londra, inquadrature alternate a scorci dell'omonimo quartiere di Liverpool.

### All You Need Is Love
In occasione dell'evento in mondovisione della BBC Our World, John Lennon e gli altri Beatles eseguirono la canzone. Erano presenti anche l'orchestra e numerosi amici della band, come Mick Jagger, Keith Moon, Keith Richards, Marianne Faithfull, Graham Nash, Eric Clapton, oltre a Pattie Harrison, Jane Asher, Mike McCartney e molti altri non accreditati. La band, contornata da striscioni con scritto amore in numerose lingue, esegue la canzone.

### Hello, Goodbye
Nel video, i Beatles eseguono la canzone in playback, con alcuni intermezzi con loro che salutano o che ballano. È stata censurata sia per l'evidente playback – vietato allora in Inghilterra – sia per l'assenza di Kenneth Essex e di Leo Birnbaum, che nel brano suonano le viole. Anche una seconda versione, senza le viole, è stata censurata.

### Lady Madonna
Il videoclip per Lady Madonna è stato registrato all'inizio del 1968, con la regia di Tony Bramwell, per la trasmissione Top of the Pops. Però, il videoclip venne realizzato con filmati della band che suonavano Hey Bulldog, che all'epoca della registrazione dei filmati non era ancora stata rilasciata. Nel 1999, venne finalmente rilasciato il videoclip di Hey Bulldog, utilizzando i filmati del videoclip di Lady Madonna.

### Hey Jude/Revolution
Il video promozionale per il singolo Hey Jude rappresenta i Beatles in esecuzione dei due pezzi. Nel secondo compaiono gli orchestrali – che nei primi tre minuti solo si intravedono –, che nella coda contribuiscono ai cori e ai battimani.

### The Ballad of John and YokoeSomething
Il videoclip per il singolo celebrativo della neonata coppia Lennon - Ono è un insieme di foto e spezzoni di video sulla coppia. Anche per Something sono stati usati spezzoni di video dei Beatles con le mogli o fidanzate:
- George Harrison con Pattie Boyd
- John Lennon con Yoko Ono
- Paul McCartney con Linda McCartney
- Ringo Starr con Maureen Cox

## Videoclip tratti da film
In molti casi, i videoclip delle canzoni dei Beatles provengono da film nel quale compaiono essi stessi.

### Tutti per uno
Dal film Tutti per uno sono state tratte:
- A Hard Day's Night per accompagnare i titoli di testa
- Ringo's Theme, versione strumentale di This Boy, per la scena dove Ringo scappa dallo studio
- Don't Bother Me

Le altre compaiono in un finto spettacolo televisivo e in un finto concerto:
- I Should Have Known Better
- I Wanna Be Your Man
- All My Loving
- If I Fell
- Can't Buy Me Love
- And I Love Her
- I'm Happy Just to Dance with You
- Tell Me Why
- She Loves You

### Aiuto!
Dal film Aiuto! sono stati tratti:
- Help!, nei titoli di testa

L'esecuzione di una delle canzoni durante il film.

- You're Going to Lose That Girl, in una finta seduta di registrazione
- You've Got to Hide Your Love Away, nella loro casa, in presenza del personaggio Ahme e di Johnnie Scott, un musicista della EMI che suona i flauti nella coda del brano
- Ticket to Ride, suonata in una sequenza nelle Alpi Svizzere
- The Night Before, Another Girl, I Need You, suonate mentre i Fab Four sono attornati dall'esercito
- Versioni strumentali di A Hard Day's Night e She Loves You
- She's a Woman, trasmessa dalla radio in una scena.

### Magical Mystery Tour
Dal film Magical Mystery Tour sono tratti i videoclip di:
- Magical Mystery Tour, che compare nei titoli di testa e in parte nei titoli di coda
- The Fool on the Hill, comparsa improvvisamente dopo un annuncio dell'autista
- Flying, dopo un secondo annuncio; il videoclip del pezzo strumentale mostra prevalentemente spiagge e nuvole
- I Am the Walrus
- Una parte di She Loves You, in versione strumentale, appare poco prima dell'inizio di una gara
- Blue Jay Way, appare dopo la già citata gara, quando il gruppo entra in una tenda, che conduce sottoterra. Ivi è situato un cinema, nel quale viene proiettato il videoclip; compare soprattutto Harrison, con sullo sfondo macchine o camion, ma anche uno spezzone con i Beatles che giocano a calcio o suonano un violoncello.
- Death Cab for Cutie, non eseguita da loro ma dalla Bonzo Dog Doo-Dah Band
- Your Mother Should Know, mostra i Beatles ballare sotto questo pezzo
- La coda di Hello, Goodbye per una parte dei titoli di coda

#### Il videoclip di I Am The Walrus
In questo videoclip appaiono per buona parte del tempo i Beatles che fingono di suonare la canzone. In alcuni momenti appaiono anche travestiti da animali:
- Lennon da tricheco[12]
- McCartney da ippopotamo[13]
- Harrison da coniglio
- Ringo Starr da gallina[14]

Inoltre, compare dopo la strofa che parte con «Sitting in an English garden...», il già citato spezzone con il violoncello. Nella seconda strofa compaiono anche dei poliziotti, che ricompaiono nella coda del brano. In quest'ultima, i Beatles, come animali, gli altri personaggi del film – tutti in una sola veste e con cuffie bianche –, i già citati poliziotti e il fotografo vanno verso il pulmino.

### Yellow Submarine
Dal film Yellow Submarine sono stati tratti i seguenti videoclip:
- Yellow Submarine
- Eleanor Rigby
- All Together Now (suonato due volte; la seconda volta vengono mostrate insieme alla canzone vere immagini dei Beatles)
- When I'm Sixty-Four
- Only a Northern Song
- Nowhere Man
- Lucy in the Sky with Diamonds
- Sgt. Pepper's Lonely Hearts Club Band
- With a Little Help from My Friends (incompleta)
- All You Need Is Love
- Hey Bulldog (inizialmente esclusiva al Regno Unito; la canzone venne inserita nelle versioni internazionali solo dopo il restauro della pellicola nel 1999)
- It's All Too Much

### Let It Bee ilRooftop Concert
Dal film Let It Be sono stati tratti per videoclip soprattutto alcuni spezzoni del Rooftop Concert (concerto sul tetto). Nel concerto furono eseguite:
- Get Back, tre volte
- Don't Let Me Down
- I've Got a Feeling, due volte
- One After 909
- Dig a Pony
- God Save the Queen

Le prime tre sono state spesso usate come videoclip. L'esecuzione in studio di The Long and Winding Road, non effettuata sul tetto, è spesso apparsa come videoclip.

## Videoclip realizzati dopo lo scioglimento della band
Sul canale YouTube della band sono stati pubblicati altri videoclip, realizzati da artisti vari, che sono elencati qui sotto:
- Come Together
- While My Guitar Gently Weeps
- Glass Onion
- Back in the U.S.S.R.
- Here Comes the Sun
- Taxman
- I'm Only Sleeping
- Here, There and Everywhere

### Videoclip non ufficiali
Su Internet si possono spesso trovare videoclip non ufficiali realizzati dai fan, che a volte vengono spacciati come originali.